# Aphanius sureyanus
Espèce
Statut de conservation UICN

 EN B1ab(ii,iii,v)+2ab(ii,iii,v) : En danger
Synonymes
- Aphanius anatoliae sureyanus[2]
- Aphanius burduricus Aksiray, 1948[2]
- Cyprinodon sureyanus Neu, 1937[2] [3]
- Lebias sureyanus (Neu, 1937)[2]

Aphanius sureyanus est une espèce de poissons de la famille des Cyprinodontidae. Elle est endémique du Lac de Burdur en Turquie.